# Małgorzata Szegda
Małgorzata Szegda, z d. Aleksandrowska (ur. 22 września 1965) – polska siatkarka, złota medalistka pierwszych w historii mistrzostw Polski w siatkówce plażowej.

## Kariera sportowa
Była zawodniczką AZS-AWF Warszawa (1980–1994) i Skry Warszawa (1994–2001) – w rozgrywkach halowych. W 1996 zwyciężyła w parze z Agatą Tekiel w pierwszych w historii mistrzostwach Polski w siatkówce plażowej. W 1998 wywalczyła z tą samą partnerką wicemistrzostwo Polski, a w 1999 wystąpiła na mistrzostwach Europy, w których jednak przegrała oba rozegrane mecze.